# 亀成
亀成（かめなり）は、千葉県印西市の大字。郵便番号270-1362。

## 地理
北から東は大森、南東は鹿黒、南は和泉、南西は浦部、西は発作に隣接している。飛地があり、発作に隣接している。
河川：下手賀川、亀成川、浦部川

## 小字
小字は以下の通り。
- 出作（しっさく）
- 水道（すいどう）
- 水神前（すいじんまえ）
- 大境（おおざかい）
- 土手前（どてまえ）
- 橋本（はしもと）
- 土手外（どてそと）
- 小山下（こやました）
- 地子谷（ぢこやつ）
- 宝田（たからだ）
- 代地（だいち）

## 歴史
江戸時代は亀成新田・宝田新田の2村、1874年（明治7年）頃からは亀成村である。
亀成新田（かめなりしんでん）は下総国印旛郡のうち。印西領・印西筋に属す。1671年（寛文11年）江戸町人を中心とした請負により手賀沼の新田開発が始まるが干拓は難航し、周辺部の当新田などが開発されただけに終わる。1673年（延宝元年）には請負主のうち播磨屋杢右衛門ほか4名に開発権が委任され、この代償として手賀沼新田うち亀成に各自1町ずつの土地が与えられた（富田家文書）。1730年（享保15年）の新田検地により高請され成立。はじめ幕府領、1839年（天保10年）から浜松藩領。村高は「元禄郷帳」には見えず、「天保郷帳」「旧高旧領」ともに183石余。なお成立当初は吉右衛門組と八右衛門組にわかれている（岩井家文書）。1873年（明治6年）千葉県に所属。1874年（明治7年）頃亀成村の一部となる。
宝田新田（たからだしんでん）は下総国印旛郡のうち。手賀沼南東部の平坦地に位置する。寛文（1661年～1673年）・延宝（1673年～1681年）期に開発された手賀沼新田の1つ、1730年（享保15年）の新田検地により高請され成立。幕府領。村高は「元禄郷帳」には見えず、「天保郷帳」「旧高旧領」ともに6斗余。当新田は発作新田に囲まれており、同時期の開発されたものと思われる。1873年（明治6年）千葉県に所属。1874年（明治7年）頃亀成村の一部となる。現在発作のうちの亀成飛地にあたる。

### 年表
- 1873年（明治6年） - 千葉県に所属。
- 1874年（明治7年）頃 - 亀成新田と宝田新田が合併し亀成村が成立。
- 1889年（明治22年）4月1日 - 町村制施行し大森村、鹿黒村、発作村、亀成村が合併し印旛郡大杜村が発足。大杜村大字亀成になる。
- 1913年（大正2年）3月1日 - 大杜村が町制施行・改称して大森町となる。大森町大字鹿黒となる。
- 1954年（昭和29年）12月1日 - 木下町・大森町・船穂村と永治村の一部が合併し印西町が発足。印西町亀成となる。
- 1996年（平成8年）4月1日 - 印西町が市制施行して印西市となる。印西市亀成となる。

## 世帯数と人口
2017年（平成29年）10月31日現在の世帯数と人口は以下の通りである。
| 大字 | 世帯数 | 人口  |
| ---- | ------ | ----- |
| 亀成 | 53世帯 | 144人 |

## 小・中学校の学区
市立小・中学校に通う場合、学区は以下の通りとなる。
| 番地 | 小学校             | 中学校             |
| ---- | ------------------ | ------------------ |
| 全域 | 印西市立大森小学校 | 印西市立印西中学校 |

## 施設
- 亀成会館
- 厳島神社
- 水神社

## 交通

### 道路
- 主要地方道
  - 千葉県道59号市川印西線